# Max Records
Max Records est un acteur américain né le 18 juin 1997.
Il s’est surtout fait remarquer en 2009 pour son rôle de Max dans le film Max et les Maximonstres (Where The Wild Things Are).

## Filmographie
- 2008 : Une arnaque presque parfaite de Rian Johnson : Stephen jeune
- 2009 : Max et les maximonstres de Spike Jonze : Max
- 2012 : Baby-sitter malgré lui : Slater
- 2016 : I Am Not a Serial Killer de Billy O'Brien  : John Wayne Cleaver

Court métrage
- 2011 : Blinky de Ruairi Robinson : Alex Neville